# LBD Gargoyle
Conçu pendant les dernières années de la Seconde Guerre mondiale, le LBD Gargoyle fut le 1er missile antinavire de l'US Navy.

## Historique
L'US Navy s'intéressa dès 1940 au concept des bombes guidées, mettant par exemple en place le projet « Glomb » dès 1941,. En octobre 1943, l'United States Navy émit un projet de bombe planante anti-navire, principalement à cause de la menace des engins allemands (Hs 293 et FX-400). Développé comme une ramification du projet Glomb,, le projet fut dénommé « Gargoyle ». Cet engin devait être déployé par les avions embarqué sur les porte-avions.
En juin 1944, le projet fut finalisé et confié à McDonnell pour sa réalisation. Le projet reçu la désignation LBD Gargoyle. McDonnel développa donc un missile radio-guidé, essentiellement à partir d'une bombe planante équipée d'un moteur-fusée utilisé lors de la phase finale de guidage.
Les premiers essais eurent lieu en mars 1945, mais sans le moteur fusée, le premier vol avec le système de propulsion ayant eu lieu en juillet de la même année. Plus tard, en octobre 1945, le LDB-1 fut officiellement renommé KDS-1 Gargoyle, et devient le 1er missile anti-navire de l'US Navy. Les résultats furent néanmoins très décevants, et l'US Navy décida de ne pas utiliser le KDS-1 en opération. La désignation fut donc encore une fois changée en RTV-2 en 1947, et RTV-N 2 début 1948. Les RTV-2 furent utilisés lors de programme de tests pour d'autres missiles (essai de propulsion, essai de système de guidage…).
200 exemplaires furent construits au total, sans toutefois déboucher sur une production de série.